# Episodi di Jane Wyman Presents the Fireside Theatre (terza stagione)
La terza stagione della serie televisiva Jane Wyman Presents the Fireside Theatre è andata in onda negli Stati Uniti dal 26 settembre 1957 al 22 maggio 1958 sulla NBC.
In Italia, è inedita.
| nº | Titolo originale                  | Prima TV USA      |
| -- | --------------------------------- | ----------------- |
| 1  | The Way Home                      | 26 settembre 1957 |
| 2  | Contact                           | 3 ottobre 1957    |
| 3  | The Man on the Thirty-fifth Floor | 10 ottobre 1957   |
| 4  | The Perfect Crime                 | 17 ottobre 1957   |
| 5  | Episodio #3.5                     | 24 ottobre 1957   |
| 6  | The Animal Instinct               | 31 ottobre 1957   |
| 7  | Roadblock Number Seven            | 7 novembre 1957   |
| 8  | A Reasonable Doubt                | 28 novembre 1957  |
| 9  | Death Rides the 12:15             | 5 dicembre 1957   |
| 10 | The Perfect Alibi                 | 12 dicembre 1957  |
| 11 | The Night After Christmas         | 26 dicembre 1957  |
| 12 | The Elevator                      | 2 gennaio 1958    |
| 13 | A Widow's Kiss                    | 9 gennaio 1958    |
| 14 | Day of Glory                      | 16 gennaio 1958   |
| 15 | A Guilty Woman                    | 30 gennaio 1958   |
| 16 | My Sister Susan                   | 6 febbraio 1958   |
| 17 | He Came for the Money             | 13 febbraio 1958  |
| 18 | Tunnel Eight                      | 20 febbraio 1958  |
| 19 | Prime Suspect                     | 27 febbraio 1958  |
| 20 | The Doctor Was a Lady             | 27 marzo 1958     |
| 21 | Swindler's Inn                    | 10 aprile 1958    |
| 22 | The Bravado Touch                 | 17 aprile 1958    |
| 23 | Man of Taste                      | 24 aprile 1958    |
| 24 | On the Brink                      | 1º maggio 1958    |
| 25 | The Last Test                     | 8 maggio 1958     |
| 26 | Hide and Seek                     | 22 maggio 1958    |

## The Way Home
- Prima televisiva: 26 settembre 1957

### Trama
- Guest star: Robert Bray (Harry), Stephen Dunne (Tom McLane), Frederick Ford (ufficiale), Jane Wyman (Ann Langley)

## Contact
- Prima televisiva: 3 ottobre 1957

### Trama
- Guest star: Jane Wyman (se stessa  - presentatrice), Ronald Anton, Joseph Cotten (Bruce Malone), Lawrence Dobkin, Renee Godfrey (Mrs. Dioso), Richard Karlan, Tina Menard, Jimmy Murphy (Vic), Bud Slater, Joseph Vitale

## The Man on the Thirty-fifth Floor
- Prima televisiva: 10 ottobre 1957

### Trama
- Guest star: Jane Wyman (se stessa  - presentatrice), Phyllis Avery (Marta Reed), Whit Bissell (Mr. Addison), Macdonald Carey (Caleton Reed), Wendy Winkelman (Susan)

## The Perfect Crime
- Prima televisiva: 17 ottobre 1957

### Trama
- Guest star:

## Episodio #3.5
- Prima televisiva: 24 ottobre 1957

### Trama
- Guest star:

## The Animal Instinct
- Prima televisiva: 31 ottobre 1957

### Trama
- Guest star: Jane Wyman (Fran), John Larch (Carl Mason), Paul Bryar (Fred), Claudia Bryar (Martha)

## Roadblock Number Seven
- Prima televisiva: 7 novembre 1957

### Trama
- Guest star: Jane Wyman (se stessa  - presentatrice), Robert Armstrong (sceriffo), Dabbs Greer (Boggs), Margaret O'Brien (Nancy), Peter Mark Richman (Dan Walton)

## A Reasonable Doubt
- Prima televisiva: 28 novembre 1957

### Trama
- Guest star: Jane Wyman (se stessa  - presentatrice), Gary Clarke (Sharpie), James Gavin (Alec), Bruce Gordon (dottor Lagrue), Bill Hale (sceriffo), Jack Lambert (Pug), Hugh Marlowe (Sid Nolan), Mark Stevens (Tom Hubbard)

## Death Rides the 12:15
- Prima televisiva: 5 dicembre 1957

### Trama
- Guest star: Renee Godfrey (Dorothy), Edward Platt (Larkin), Harlan Warde (Bennett), Jane Wyman (Amelia)

## The Perfect Alibi
- Prima televisiva: 12 dicembre 1957

### Trama
- Guest star: Anthony Eustrel, James Forrest, Don Hix, Ken Hooker, Vincent Price (Howard Keith Howard), Gilman Rankin (Travis), Edwin Reimers (George Barker), John Sebastian, Ted Spencer (Jackson), Jane Wyman (se stessa  - presentatrice)

## The Night After Christmas
- Prima televisiva: 26 dicembre 1957

### Trama
- Guest star: Jane Wyman (se stessa  - presentatrice), John Dehner (generale Hugh Marley), Gregory Gaye (generale Tors), Theodore Newton (Slater), Bartlett Robinson (Secretary)

## The Elevator
- Prima televisiva: 2 gennaio 1958

### Trama
- Guest star: Jane Wyman (se stessa  - presentatrice), John Baragrey (Spencer), Linda Darnell (Lora), John Hoyt (Richard), Dick Wilson (Alex)

## A Widow's Kiss
- Prima televisiva: 9 gennaio 1958

### Trama
- Guest star: Jeanne Cooper (Winnie), Irene Seidner, Sydney Smith (The Colonel), Jane Wyman (Marge)

## Day of Glory
- Prima televisiva: 16 gennaio 1958

### Trama
- Guest star: Robert Boon (Karl), Paul Douglas (capitano Langsdorff), Wesley Lau (comandante Von Schoss), Maurice Marsac (Diego), Jan Merlin (Keitel), Ivan Triesault (ambasciatore)

## A Guilty Woman
- Prima televisiva: 30 gennaio 1958

### Trama
- Guest star: Jane Wyman (se stessa  - presentatrice), Virginia Grey (Evelyn), Alexander Lockwood, Irene Martin, Herbert Rudley (dottor John Bolton), Jan Sterling (Martha)

## My Sister Susan
- Prima televisiva: 6 febbraio 1958

### Trama
- Guest star: Anthony Caruso (Mike), John Dehner (McDermott), James Gavin (Eyes Sutton), Edwin Reimers (Mr. Otis), John Wilder (Jay Dee), Jane Wyman (Carol / Susan)

## He Came for the Money
- Prima televisiva: 13 febbraio 1958

### Trama
- Guest star: Jane Wyman (se stessa  - presentatrice), John Larch (Jim Benton), Wesley Lau (Clay), Phillip Pine (Bart Gorman), Ruth Roman (Martha Benton)

## Tunnel Eight
- Prima televisiva: 20 febbraio 1958

### Trama
- Guest star: Jane Wyman (se stessa  - presentatrice), Preston Foster (colonnello Dan McGann), Tom Brown (Roy Evans), Jack Elam (Quirt Avery), Roy Roberts (Boomer Doyle), Karl Swenson (Pat Casey), Dori Simmons (Candy), Joseph Crehan (generale Ulysses S. Grant), Francis De Sales (dottor Howard), Grant Williams (Larry), Boyd 'Red' Morgan (attaccabrighe)

## Prime Suspect
- Prima televisiva: 27 febbraio 1958

### Trama
- Guest star: Claude Akins, William Bendix (capitano Bill Ryan), Paula Hill, John Mitchum, Addison Richards (dottor Rason), Nita Talbot (Sally)

## The Doctor Was a Lady
- Prima televisiva: 27 marzo 1958

### Trama
- Guest star: Frances Bergen (dottor Fran Mitchell), Keith Andes (Paul Mitchell), Wendy Winkelman (Paula Mitchell), Maudie Prickett (Mrs. Forbish), Frank Wilcox (Robert F. Trumbull), Eleanor Audley (Mrs. Emily Trumbull), Milton Frome (Stan Walters), Shirley Mitchell (Mrs. Warnike), Ruthie Robinson (Marilyn Warnike), Jane Wyman (se stessa  - presentatrice)

## Swindler's Inn
- Prima televisiva: 10 aprile 1958

### Trama
- Guest star: Stanley Adams (Mink), Connie Gilchrist (Rosie), Peter Leeds (Ivy), Benny Rubin (Mr. Zinsli), Jane Wyman (Cleary Pendrun)

## The Bravado Touch
- Prima televisiva: 17 aprile 1958

### Trama
- Guest star: Jane Wyman (se stessa  - presentatrice), Jan Arvan (Luis), Anthony Eustrel (capitano), Fernando Lamas (Juan Bravado), Virginia Leith (Barbara), Robert Osterloh (Steve), Nestor Paiva (Miguel), Pedro Regas (Domingo), Michael Rye (Fred Jackson), Joseph Vitale (ispettore)

## Man of Taste
- Prima televisiva: 24 aprile 1958

### Trama
- Guest star: Jane Wyman (se stessa  - presentatrice), Anthony Eustrel (Marwick), Richard Garland (dottor John Rogers), Paul Henreid (Cernak), Gail Kobe (Alison), Karen Norris (infermiera), Phillip Pine (padre Anselmo), Reginald Lal Singh (Chola), Frank Wilcox (dottor Raymond)

## On the Brink
- Prima televisiva: 1º maggio 1958

### Trama
- Guest star: Richard Beymer (Mark), Edward Coch (Arthur), Selmer Jackson (dottore), Barry Kelley (Ben), Mercedes McCambridge (Zia Hannah)

## The Last Test
- Prima televisiva: 8 maggio 1958

### Trama
- Guest star: Jane Wyman (se stessa  - presentatrice), Stanley Adams (Joey), Gary Merrill (Dicksen), Tom Pittman (Hank), Marian Seldes (Sophie), K.L. Smith (Hedeman)

## Hide and Seek
- Prima televisiva: 22 maggio 1958

### Trama
- Guest star: Everett Sloane (Dan Wilder), Richard Erdman (Joe Sockett), Louis Jean Heydt (Joseph McHale), James Westerfield (sceriffo Edgar Tulford), Walter Woolf King (George Swissholm), Frank Ferguson (Doc Craydon), Sue Carlton (cameriera), Tim Graham (Handbill Poster), Stan Jones (Art Simpson), Dennis Kerlee (Harry), Peggy O'Connor, Jane Wyman (se stessa  - presentatrice)